# Grand Hotel Kronenhof
Koordinaten: 46° 29′ 37,3″ N, 9° 54′ 4,7″ O; CH1903: 789040 / 152120
Das Grand Hotel Kronenhof ist ein historisches Grand Hotel aus der Zeit der Belle Epoque in Pontresina im Oberengadin in der Schweiz. Das Hotel war über 140 Jahre im Besitz der Gründerfamilie Gredig. Es liegt im Dorfteil Laret unmittelbar bei der evangelischen Kirche San Niculò und wird geführt in der Liste der Kulturgüter von nationaler Bedeutung im Kanton Graubünden.

## Geschichte
1848 kaufte Andreas Gredig (1806–1877) das Gasthaus Rössli für seinen Sohn Lorenz Gredig (1829–1905). Dieser betrieb neben dem Gasthaus auch noch eine Weinhandlung. Mit Anbauten sowie auch unter Einbezug von bestehenden Nebengebäuden erweiterte Lorenz Gredig sein Gasthaus stetig und baute es zum Hotel aus. Dieses nannte er zuerst „Gasthaus zur Krone-Post“ und später  „Krone“. Zwischen 1896 und 1898 erweiterten die Architekten Jacob und Georg Ragaz das Hotel zu einer repräsentativen, hufeisenförmigen Dreiflügel-Anlage mit Ehrenhof (franz. Cour d’honneur), überragt von einer bekrönten Kuppel, die noch heute den Haupteingang des Hotels und die im neobarocken Stil gestaltete lichtdurchflutete Eingangshalle beherbergt. Der Name des Hotels wurde nun in „Grand Hotel Kronenhof und Bellavista“ geändert, woraus sich später der heutige Name „Grand Hotel Kronenhof“ ableitete. 
Der Ausbruch des Ersten Weltkriegs 1914 setzte weiteren Ausbauplänen ein abruptes Ende. Die Kriegs- und Krisenjahre belasteten das „Grand Hotel Kronenhof“ in seiner Wirtschaftlichkeit. Die jedoch stets weiter betriebene Weinhandlung und die Landwirtschaft sicherten auch das Überleben des Hotels in diesen Jahren.
1989 verkauften die Erben der Gründerfamilie Gredig ihr Grand Hotel an zwei Schweizer Privatinvestoren. Diese verkauften es 2004 an die Aktiengesellschaft „Grand Hotels Engadinerkulm“, welche ebenfalls Eigentümerin des historischen „Hotel Kulm“ in St. Moritz ist. In den Jahren ab 2004 begannen umfangreiche Restaurierungsarbeiten und der Bau weiterer Zimmer, eines Wellnessbereiches mit 2 000 m² und einer Tiefgarage mit 100 Plätzen. 13 Zimmer und Suiten wurden 2016 durch den französischen Innenarchitekten Pierre-Yves Rochon gestaltet. Das Hotel ist sowohl innen wie auch aussen noch weitgehend im Originalzustand aus der Belle Epoque erhalten.

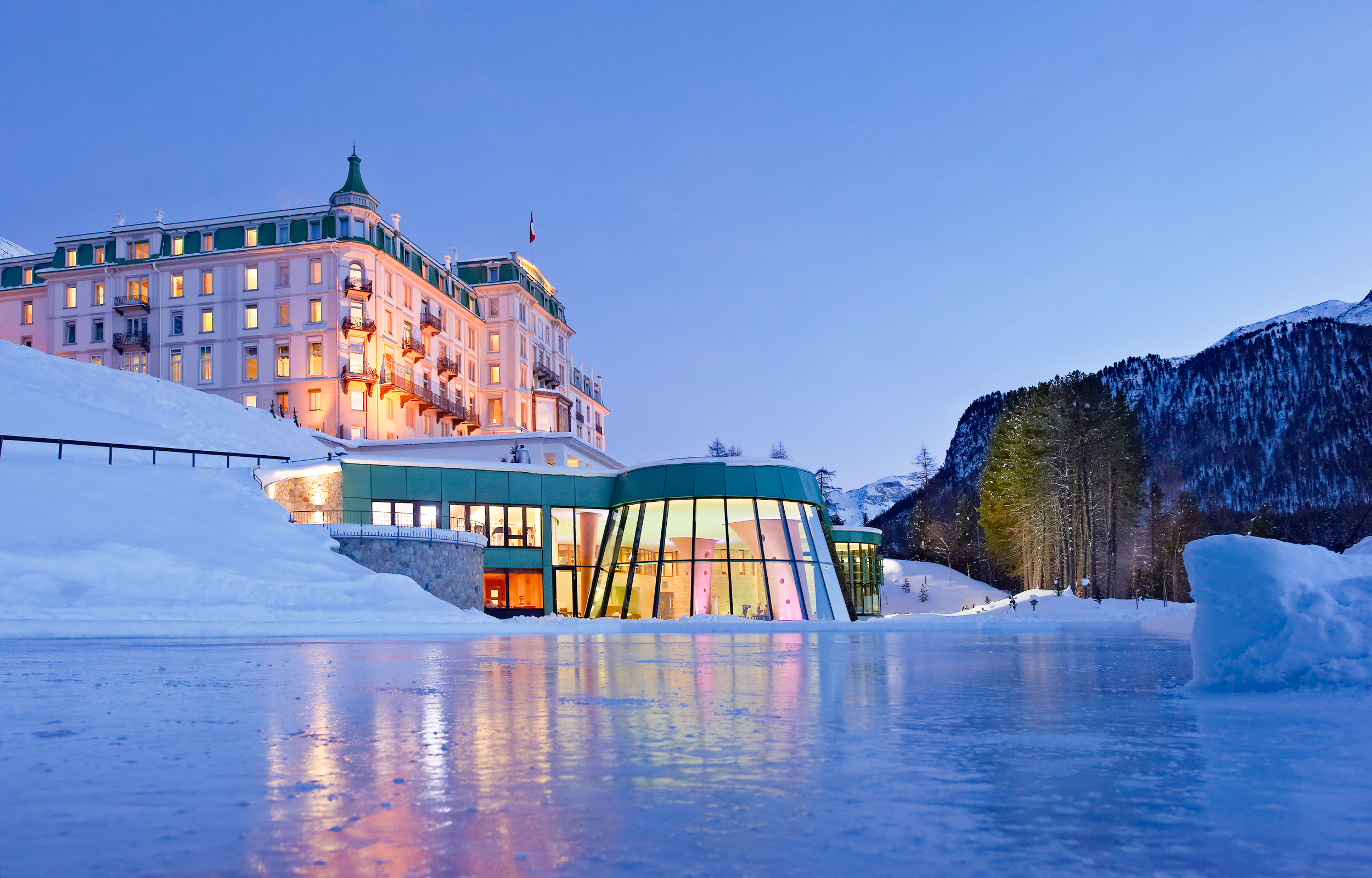
Kronenhof 2012 mit Blick auf den Wellnessbereich im Vordergrund
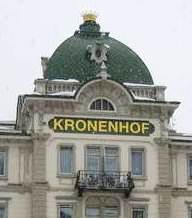
Kuppel mit Krone 2011
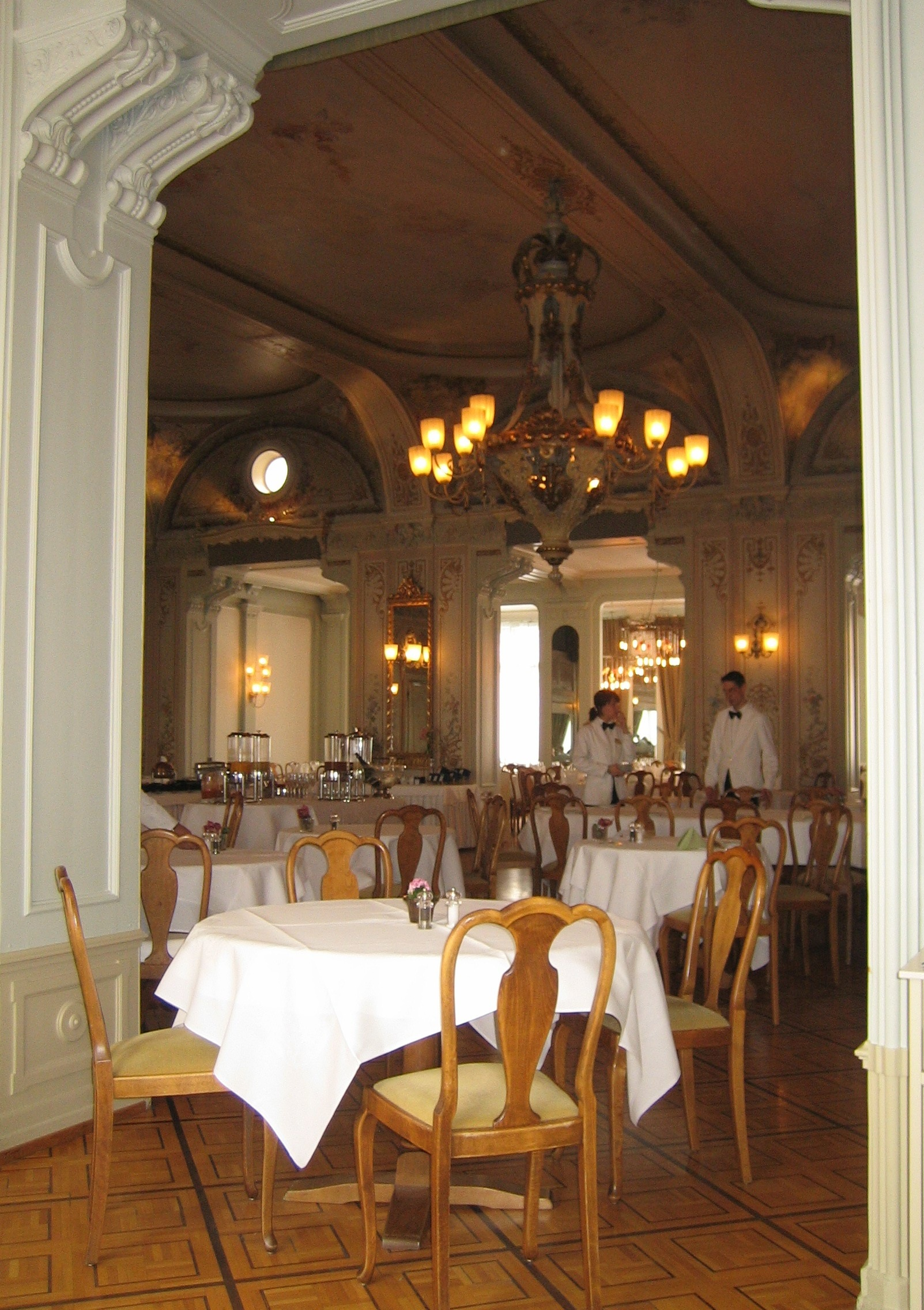
Grand Restaurant 2008
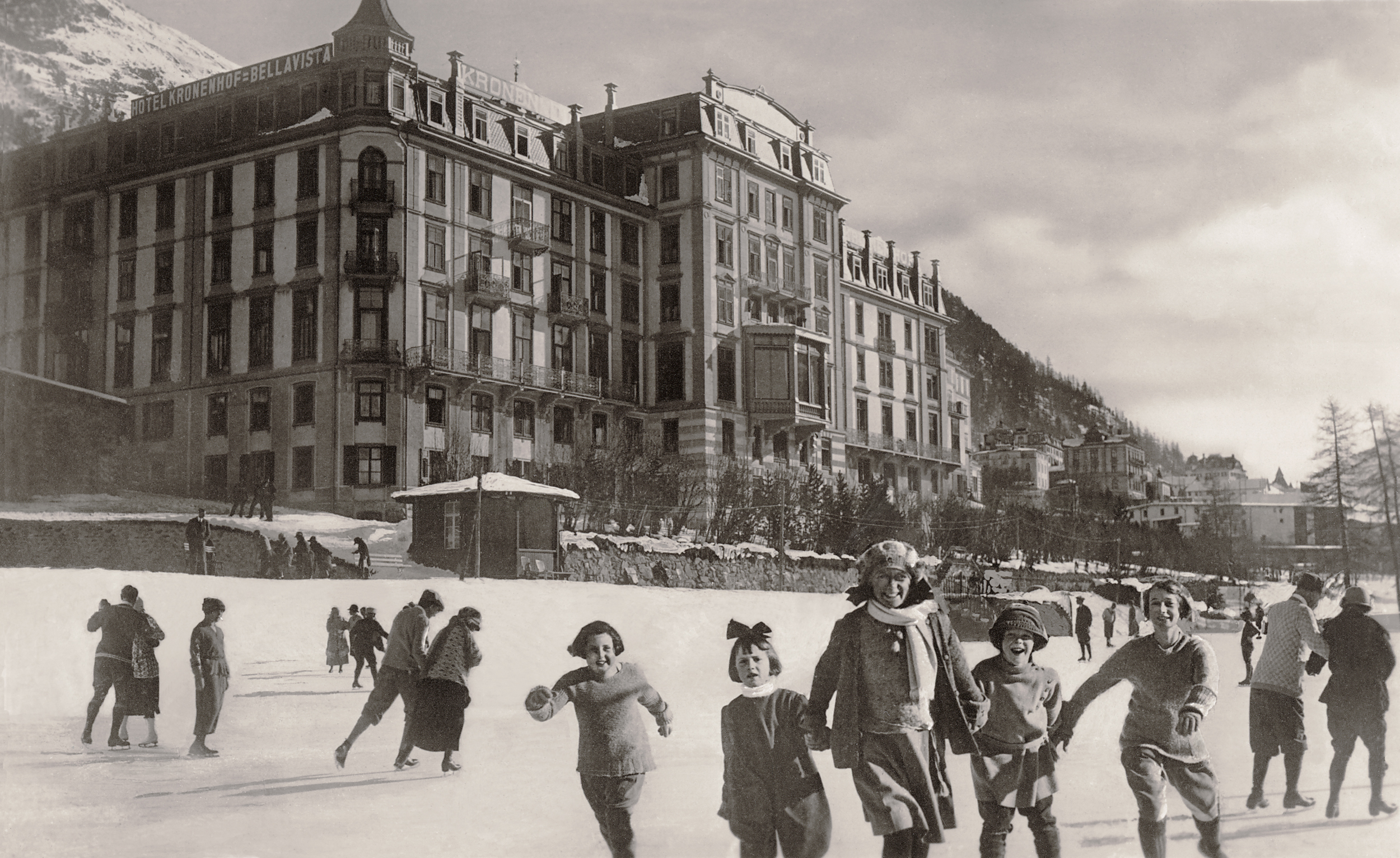
Historische Aufnahme
Luftaufnahme vom Februar 1927 von Walter Mittelholzer
Luftaufnahme vom September 1947 von Werner Friedli
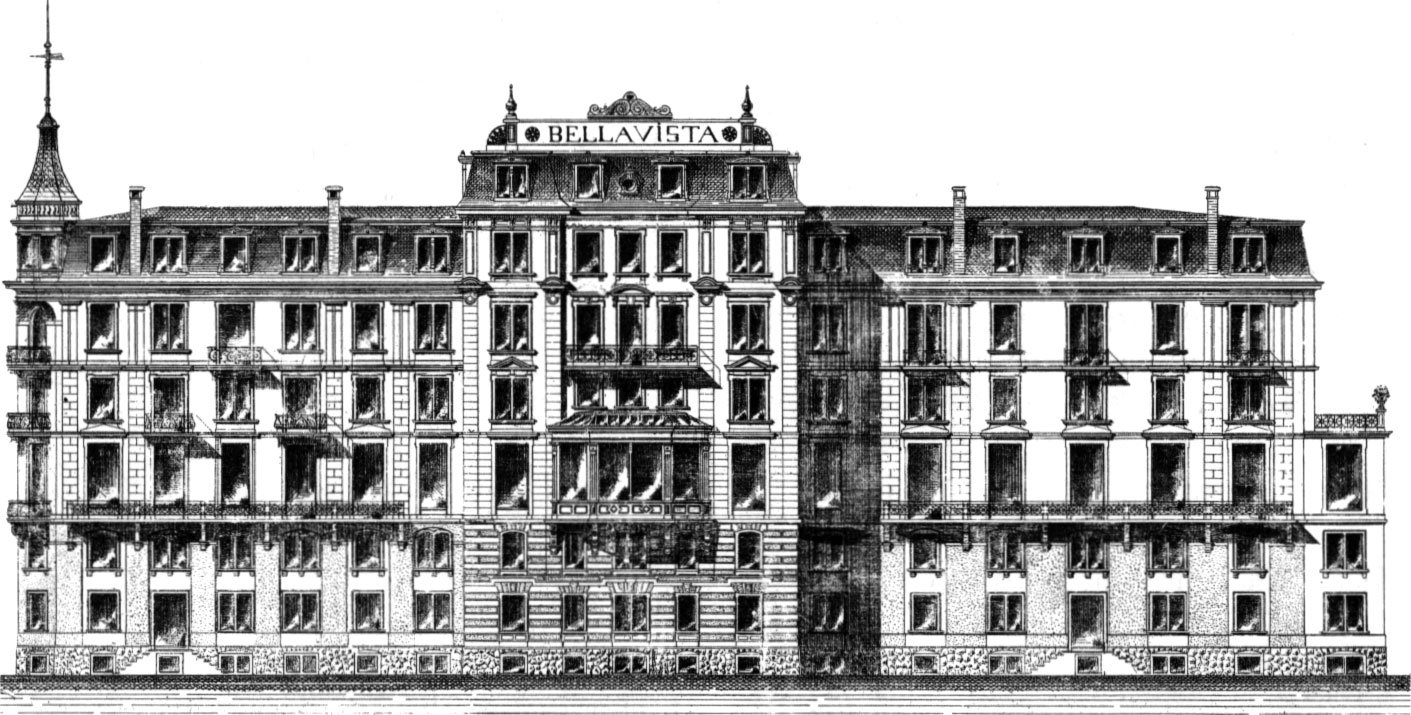
Fassadenentwurf der Gebrüder Ragaz von 1896